# Algyroides
Algyroides Bibron & Bory, 1833 è un genere di sauri della famiglia Lacertidae, diffusi in Europa meridionale.

## Tassonomia
Il genere comprende le seguenti specie:
- Algyroides fitzingeri (Wiegmann, 1834) - algiroide nano
- Algyroides marchi Valverde, 1958 - algiroide spagnolo
- Algyroides moreoticus Bibron & Bory, 1833 - algiroide greco
- Algyroides nigropunctatus (Duméril & Bibron, 1839) - algiroide magnifico